# Orleans Parish
Orleans Parish is een county in de Amerikaanse staat Louisiana.
De county heeft een landoppervlakte van 468 km² en telt 484.674 inwoners (volkstelling 2000). De hoofdplaats is New Orleans.